# Wijken en buurten in Veenendaal
De Nederlandse gemeente Veenendaal is voor statistische doeleinden onderverdeeld in wijken en buurten. De gemeente is verdeeld in de volgende statistische wijken:
- Wijk 00 Centrum (CBS-wijkcode:034500)
- Wijk 01 Noordoost (CBS-wijkcode:034501)
- Wijk 02 Zuidoost (CBS-wijkcode:034502)
- Wijk 03 Zuidwest (CBS-wijkcode:034503)
- Wijk 04 Noordwest (CBS-wijkcode:034504)
- Wijk 05 West (CBS-wijkcode:034505)

Een statistische wijk kan bestaan uit meerdere buurten. Onderstaande tabel geeft de buurtindeling met kentallen volgens het Centraal Bureau voor de Statistiek (2008):
| CBS-buurtcode | Buurtnaam                                       | Inwonertal | Opp. totaal (ha) | Opp. land (ha) | Ligging                |
| ------------- | ----------------------------------------------- | ---------- | ---------------- | -------------- | ---------------------- |
| BU03450000    | Koopcentrum                                     | 700        | 27               | 27             | Locatie in de gemeente |
| BU03450001    | Vijgendam en omgeving                           | 970        | 14               | 14             | Locatie in de gemeente |
| BU03450002    | Schrijverswijk                                  | 1240       | 18               | 18             | Locatie in de gemeente |
| BU03450003    | Beatrixstraat en omgeving                       | 1370       | 16               | 16             | Locatie in de gemeente |
| BU03450100    | Dragonder-Noord                                 | 4880       | 72               | 72             | Locatie in de gemeente |
| BU03450101    | Dragonder-Zuid                                  | 3140       | 36               | 35             | Locatie in de gemeente |
| BU03450102    | De Compagnie-Oost                               | 290        | 46               | 46             | Locatie in de gemeente |
| BU03450103    | Spitsbergen                                     | 290        | 33               | 33             | Locatie in de gemeente |
| BU03450104    | Dragonder-Oost                                  | 1540       | 40               | 40             | Locatie in de gemeente |
| BU03450105    | Veenendaal-Oost                                 | 140        | 143              | 143            | Locatie in de gemeente |
| BU03450200    | Engelenburg                                     | 3550       | 64               | 59             | Locatie in de gemeente |
| BU03450201    | Het Ambacht                                     | 700        | 39               | 39             | Locatie in de gemeente |
| BU03450202    | De Gezonken Hoek (voorheen Boslaan en omgeving) | 2710       | 39               | 39             | Locatie in de gemeente |
| BU03450203    | Petenbos                                        | 3900       | 67               | 67             | Locatie in de gemeente |
| BU03450204    | Petenbos-Oost                                   | 2860       | 45               | 44             | Locatie in de gemeente |
| BU03450205    | Nijverkamp                                      | 280        | 173              | 173            | Locatie in de gemeente |
| BU03450206    | De Groene Velden                                | 10         | 38               | 33             | Locatie in de gemeente |
| BU03450207    | De Blauwe Hel                                   | 80         | 104              | 100            | Locatie in de gemeente |
| BU03450208    | Bezuiden de Middelbuurtseweg                    | 100        | 33               | 33             | Locatie in de gemeente |
| BU03450300    | 't Goeie Spoor en omgeving                      | 740        | 28               | 27             | Locatie in de gemeente |
| BU03450301    | Franse Gat                                      | 5780       | 90               | 90             | Locatie in de gemeente |
| BU03450302    | Salamander                                      | 350        | 29               | 29             | Locatie in de gemeente |
| BU03450400    | Molenbrug                                       | 2490       | 31               | 31             | Locatie in de gemeente |
| BU03450401    | 't Hoorntje                                     | 2920       | 60               | 60             | Locatie in de gemeente |
| BU03450402    | De Pol                                          | 2180       | 29               | 29             | Locatie in de gemeente |
| BU03450403    | De Gelderse blom                                | 1710       | 23               | 23             | Locatie in de gemeente |
| BU03450404    | De Compagnie                                    | 140        | 40               | 40             | Locatie in de gemeente |
| BU03450405    | De Batterijen                                   | 140        | 70               | 70             | Locatie in de gemeente |
| BU03450500    | Oudeveen en De Schans en omgeving               | 3580       | 51               | 50             | Locatie in de gemeente |
| BU03450501    | Componistenbuurt                                | 2930       | 51               | 49             | Locatie in de gemeente |
| BU03450502    | Vogelbuurt                                      | 3000       | 51               | 51             | Locatie in de gemeente |
| BU03450503    | Schepenbuurt                                    | 3920       | 71               | 71             | Locatie in de gemeente |
| BU03450504    | Dichtersbuurt                                   | 2960       | 72               | 72             | Locatie in de gemeente |
| BU03450505    | De Faktorij en De Vendel                        | 60         | 59               | 59             | Locatie in de gemeente |
| BU03450506    | Fort Buurtsteeg                                 | 60         | 80               | 79             | Locatie in de gemeente |
| BU03450507    | Bezuiden de Dijkstraat                          | 70         | 99               | 99             | Locatie in de gemeente |